# 南高地省
南高地省是巴布亞新幾內亞的省份之一，省會位於門迪（Mendi）。南高地省面積23,800平方公里，人口546,265（2000年人口調查）。

## 行政区划
- 亞利布-龐亞縣
- 因邦古縣
- 卡瓜-埃拉韋縣
- 門迪-穆尼胡縣
- 尼帕-庫圖布縣